# Bảo tàng Powiśle Dąbrowski ở Dąbrowa Tarnowska
Bảo tàng Powiśle Dąbrowski ở Dąbrowa Tarnowska (tiếng Ba Lan: Muzeum Powiśla Dąbrowskiego w Dąbrowie Tarnowskiej) là một bảo tàng tọa lạc tại số 6 Phố Berka Joselewicza, Dąbrowa Tarnowska, Ba Lan.

## Lược sử hình thành
Bảo tàng Powiśle Dąbrowski ở Dąbrowa Tarnowska được thành lập vào năm 1983 theo sáng kiến của Hiệp hội những người bạn của Vùng đất Dąbrowa và Trung tâm Văn hóa Dąbrowski. Ban đầu, Bảo tàng thuộc cơ cấu của Trung tâm Văn hóa, và sau đó thuộc cơ cấu của Thư viện Công cộng Thành phố từ năm 2002 đến năm 2012. Năm 2012, Bảo tàng được chuyển giao và hợp nhất vào cơ cấu của Trung tâm Hội nghị các nền văn hóa ở Dąbrowa Tarnowska. Trụ sở của Trung tâm nằm trong nơi trước đây là Giáo đường Do Thái Hasidic tại số 6 Phố Berka Joselewicza.

## Triển lãm
Các bộ sưu tập của Bảo tàng Powiśle Dąbrowski ở Dąbrowa Tarnowska bao gồm:
- khảo cổ và lịch sử: các đồ vật của nền văn hóa Lusatian, các kỷ vật từ Chiến tranh thế giới thứ hai (bao gồm cả tàn tích của máy bay ném bom Halifax, bị rơi gần Dąbrowa vào năm 1944), và nhiều thứ khác.
- lịch sử của thành phố: dân tộc học (mô tả cuộc sống hàng ngày của người dân Powiśle Dąbrowski), bộ sưu tập nghệ thuật dân gian từ khu vực Zalipie, một bức tranh của Felicja Curyłowa, và nhiều thứ khác.

## Giờ mở cửa
Bảo tàng Powiśle Dąbrowski ở Dąbrowa Tarnowska hoạt động quanh năm, mở cửa từ thứ Hai đến thứ Sáu.